# Réserve naturelle du Zwin
Pour les articles homonymes, voir Zwin.

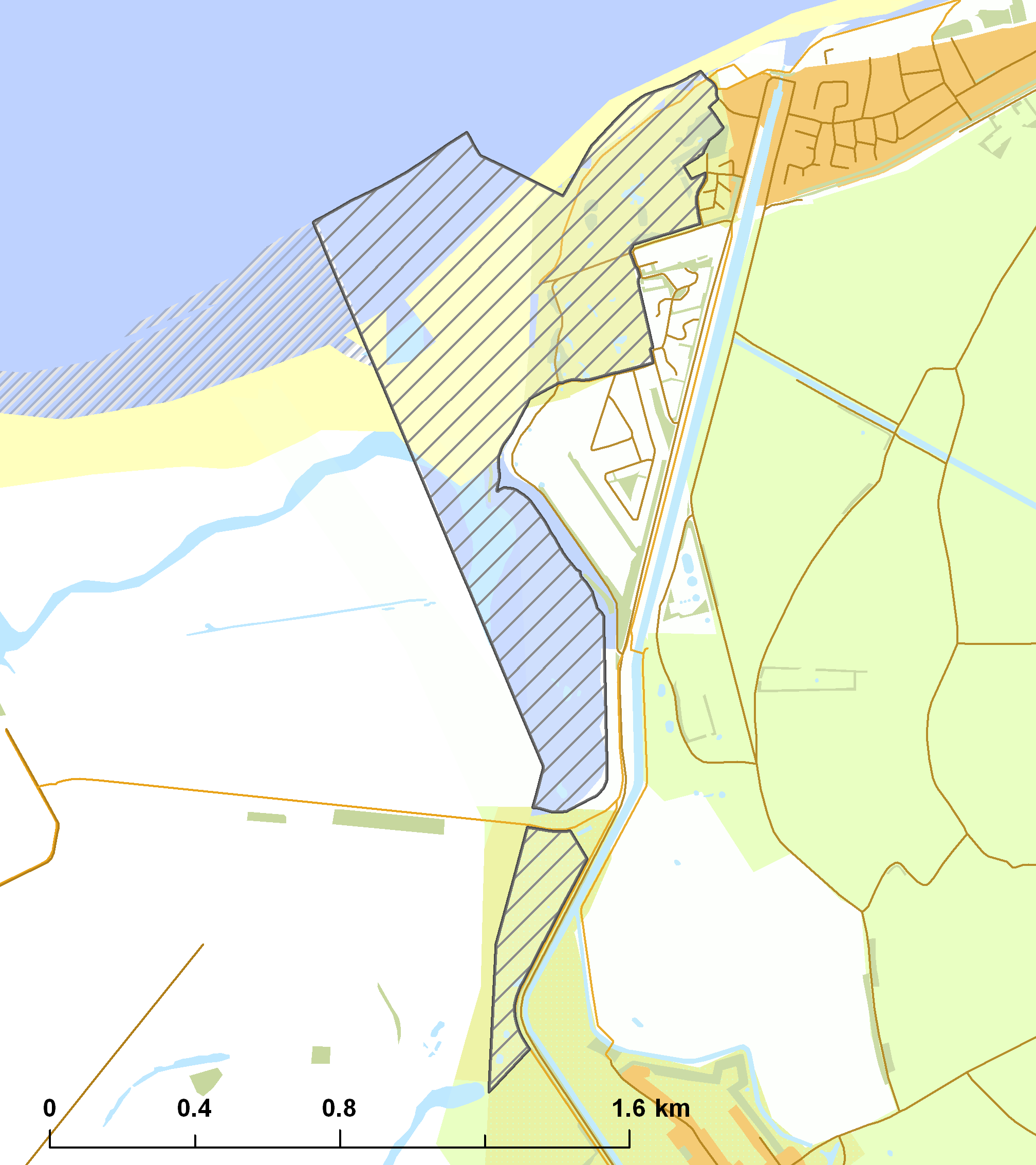
La zone Natura 2000, comprenant le Zwin néerlandais et le Kievittepolder

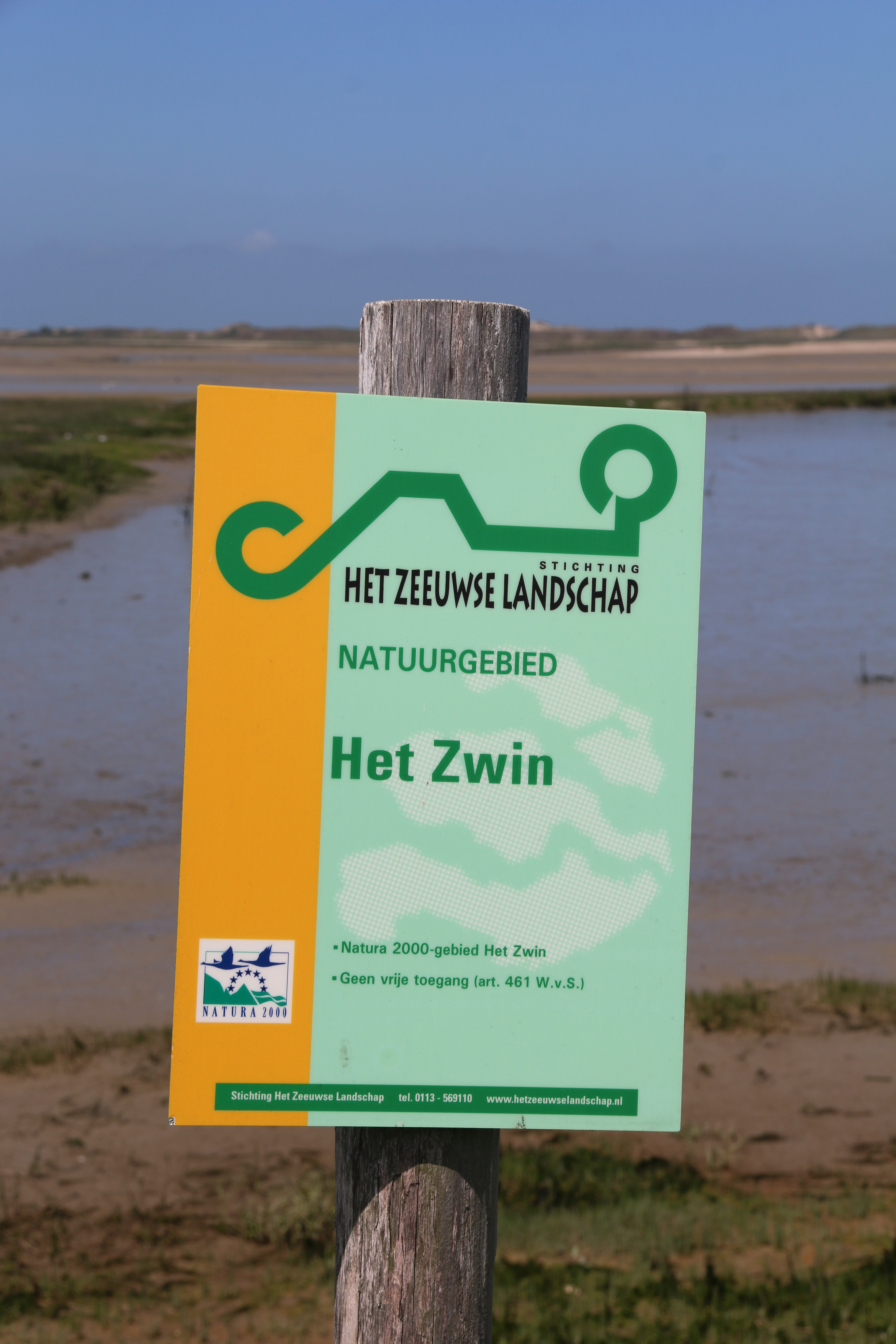
panneau sur le site

La Réserve naturelle du Zwin (Het Zwin en néerlandais) est une zone naturelle néerlandaise située à l'embouchure de l'Escaut occidental, entre Cadzand-Bad, Retranchement et la frontière belge. La réserve appartient à la Fondation Zeeuwse Landschap. La zone a une superficie de 75 hectares et comprend également le Kievittepolder. Les deux zones forment ensemble une zone Natura 2000 appelée Zwin & Kievittepolder selon le Journal officiel et la page Web du ministère de l'Agriculture, de la Nature et de la Qualité alimentaire. La zone comprend la partie néerlandaise d'un estuaire autrefois économiquement et politiquement important appelé le Zwin. La partie belge, beaucoup plus étendue, est également une réserve naturelle, sous le nom de parc naturel du Zwin.

## Histoire
Le Zwin s'est ensablé à la fin du moyen-âge.
Une société nommée Het Zoute s'est efforcée de préserver l'estuaire du Zwin en tant que réserve naturelle; la partie néerlandaise est finalement passée entre les mains d'une organisation de protection de la nature. Toutefois des projets de barrage sur le chenal Zwin étaient encore proposés par les Néerlandais en 1950. La raison en était que ce chenal, en territoire néerlandais, commençait à saper l'arrière des dunes. Les projets de barrage n'ont pas été mis en œuvre, principalement en raison des protestations du côté belge. Au lieu de cela, un nouveau chenal du Zwin a été creusé, sans miner les dunes.
En 2019, la partie néerlandaise du Zwin a augmenté de 10 hectares après le percement de la Digue Internationale, tandis que la partie belge s'est vue augmenter de 110 hectares.

## Nature
Derrière la rangée de dunes se trouve une zone schorre, celle-ci est reliée à la mer via le chenal du Zwin. De vastes espaces sont couverts de salicornes et lavande marine, celle-ci en particulier, est connue localement sous le nom de « fleur des marais », colore une grande partie de la zone en violet pendant la période de floraison. De plus, d'autres plantes salifères y poussent, comme les pépinières de plage, les marais salants et à marée haute, les bettes maritimes. Le coquelicot à cornes jaune se trouve le long de la digue. Le chevalier gambette, l'avocatette et l'huîtrier se reproduisent dans la région et l'aigrette garzette y est également présente.